# Eubalaena
Genre
Synonymes
- Hunterius Gray, 1866
- Halibalaena Gray, 1873

Répartition géographique
Eubalaena est un genre qui regroupe trois espèces de cétacé de la famille des Balaenidae.

## Origine du nom
Une explication populaire de l'origine du nom d’Eubalaena (la « bonne baleine ») est qu'il s'agit d'une baleine facile à chasser car elle se déplace lentement, est peu farouche (ne fuit pas en présence d'un plongeur ou d'un navire), a une forte teneur en graisse à huile, et flotte une fois morte.

## Liste des espèces
- Eubalaena australis (Desmoulins, 1822) — baleine franche australe
- Eubalaena glacialis (Müller, 1776) — baleine noire de l'Atlantique Nord
- Eubalaena japonica[2](Lacépède, 1818) — baleine noire du Pacifique Nord

## Description

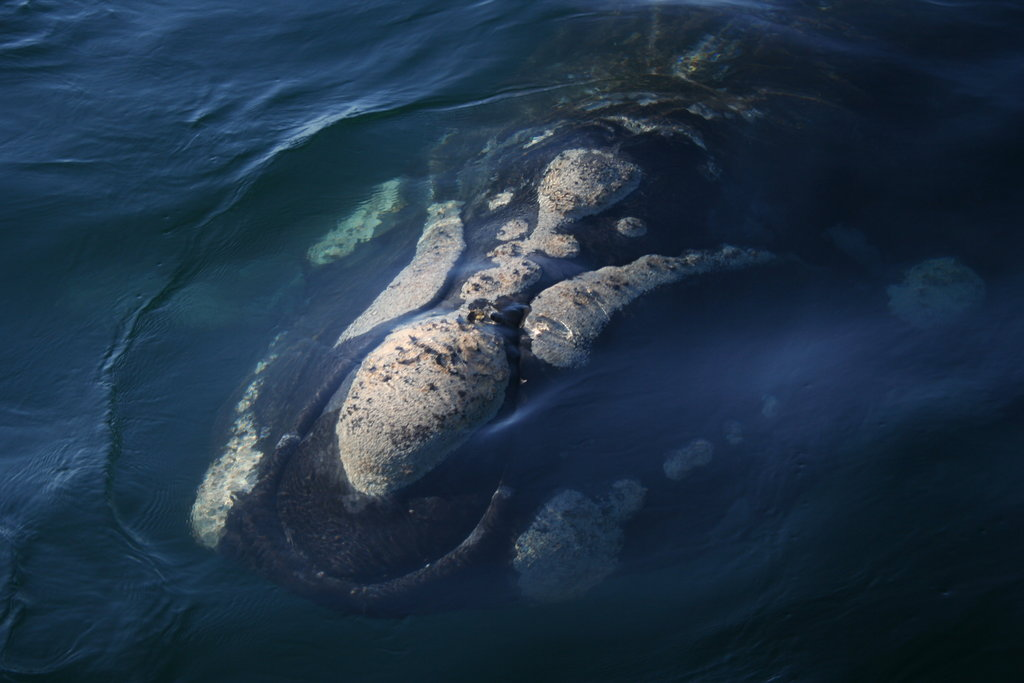
Callosités sur la tête d’Eubalaena australis.

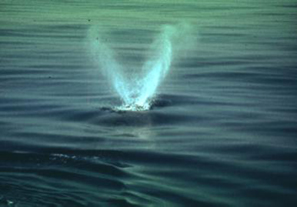
Souffle en forme de V caractéristique.

Contrairement aux autres baleines, Eubalaena a des callosités (excroissances calleuses causées par la prolifération de colonies de poux des baleines, de couleur jaune clair, orange ou rose) sur la tête qui sont caractéristiques de chaque individu, un large dos sans nageoire dorsale, parfois des taches blanches sur le ventre, un long rostre arqué (museau qui commence au-dessus de l'œil). Les baleines franches peuvent atteindre jusqu'à 18 mètres de long et peser jusqu'à 100 tonnes, soit nettement plus que les baleines grises ou à bosses, mais moins que les baleines bleues. Chiffre anormalement élevé, 40 % de leur poids corporel est constitué par de la graisse sous-cutanée de faible densité. Aussi, contrairement à beaucoup d'autres espèces de baleines, les Eubalaena mortes ont tendance à flotter. Les baleines franches nagent lentement, atteignant une vitesse maximum de 5 nœuds (9,3 km/h). Cependant, elles sont très acrobatiques et ont de fréquents sauts caractéristiques (le « breaching »), donnant des coups de queue et de nageoire à la surface de l'eau.
En moyenne, les adultes ont une longueur comprise entre 11 et 18 m et pèsent 54 à 73 tonnes. Le corps est très massif avec un tour de taille qui peut atteindre 60 % de la longueur totale du corps dans certains cas. La nageoire est large, jusqu'à 40 % de la longueur du corps. Eubalaena japonica est la plus grande des trois espèces. Les baleines franches ont un souffle issu des évents en forme de V distinctif, pouvant atteindre 5 mètres au-dessus de la surface de l'eau. Les baleines franches ont entre 200 et 300 fanons de chaque côté de la bouche. Ceux-ci, couverts de poils très fins, sont étroits et font environ 2 mètres de longueur.